# ナッシング・ブロークン・バット・マイ・ハート
「ナッシング・ブロークン・バット・マイ・ハート」（英: Nothing Broken But My Heart＝壊れたのは私の心だけ）はセリーヌ・ディオンのセルフタイトルアルバム『セリーヌ・ディオン』からのシングル。アメリカ（1992年7月13日）、カナダ（1992年8月8日）、日本（1992年8月21日）では3枚目、オーストラリア（1993年1月25日）では4枚目のシングルとして発売された。

## 概要
この曲はセリーヌ・ディオンにとって2作目のダイアン・ウォーレン作詞・作曲によるシングルである。プロデュースはウォルター・アファナシエフ。
原曲は6分以上もあるため、ミュージックビデオでは短く編集されて制作されている。このミュージックビデオは1992年にリリースされ、ビデオ内では俳優がロミオとジュリエットを演じる物語となっている。
セリーヌ・ディオンにとってアメリカ・ビルボードのアダルトコンテンポラリートラック部門で首位を獲得した2作目のシングルである（今回は1週のみ）。その他のチャートではカナダで19位、アメリカで29位（ビルボードホット100有線部門で35位、同シングル売上部門で49位）を記録した。サウンドスキャンによればシングルの販売枚数はアメリカ国内で約14万5000枚である。
1999年にはR&Bアーティストのトレイシー・スペンサーが自身のアルバム『トレイシー』内でカバーしている。
- 調（転調あり）：ニ長調（D）→イ短調（Am）→ホ長調（E）

## 収録曲
日本／北米／オーストラリア版CDシングル
1. 「ナッシング・ブロークン・バット・マイ・ハート」（ラジオ・エディット） – 4:14
2. 「ユニゾン」（シングル・ミックス） – 4:04

## 公式編曲版
1. 「ナッシング・ブロークン・バット・マイ・ハート」（ラジオ・エディット） – 4:14
2. 「ナッシング・ブロークン・バット・マイ・ハート」（アルバム・バージョン） – 5:55
3. 「ナッシング・ブロークン・バット・マイ・ハート」（長編アルバム・バージョン） – 6:41

## チャート
| チャート（1992年）                                       | 最高位 |
| -------------------------------------------------------- | ------ |
| カナダ・レコード小売シングルチャート                     | 19     |
| カナダ・レコードコンテンポラリーヒットラジオチャート     | 7      |
| カナダRPMトップシングル                                  | 3      |
| カナダRPMアダルトコンテンポラリー                        | 1      |
| アメリカビルボードホット100                              | 29     |
| アメリカビルボードホットアダルトコンテンポラリートラック | 1      |
| アメリカビルボードトップ40メインストリーム               | 26     |